# Mary Eaton
Mary Eaton, född 29 januari 1901 i Norfolk, Virginia, USA, död 10 oktober 1948 i Los Angeles, Kalifornien, var en amerikansk dansös och skådespelerska.

## Fotnoter
1. 1 2  SNAC, SNAC Ark-ID: w6zh9nhp, läs online, läst: 9 oktober 2017.[källa från Wikidata]
2. 1 2  Internet Broadway Database, Internet Broadway Database person-ID: 39171, läst: 9 oktober 2017.[källa från Wikidata]
3. 1 2  Find a Grave, Find A Grave-ID: 12362, läs online, läst: 9 oktober 2017.[källa från Wikidata]